# Trypanosyllis taeniaformis
Trypanosyllis taeniaformis är en ringmaskart som först beskrevs av William Aitcheson Haswell 1886.  Trypanosyllis taeniaformis ingår i släktet Trypanosyllis och familjen Syllidae. Inga underarter finns listade i Catalogue of Life.